# Сіра шийка
Сіра шийка (рос. Серая шейка) — радянський мальований мультфільм 1948 року, знятий на студії Союзмультфільм за мотивами однойменного оповідання Дмитра Мамина-Сибіряка 1891 року.

## Сюжет
Мультиплікаційний фільм «Сіра шийка», створений за мотивами однойменної розповіді Дмитра Мамина-Сибіряка, розповідає маленьким глядачам про те, наскільки важлива в житті дружба.
Якось качечка на ім'я Сіра шийка врятувала зайця, на якого напала лисиця. Зайчик залишився живим і неушкодженим, а качечці лисиця перебила крило і вона не змогла полетіти на південь з іншими птахами. Залишилася Сіра шийка зимувати в ополонці, яка, з кожним днем замерзаючи, ставала все менше і менше. Та й лисиця понагодилася приходити до ополонки в очікуванні, поки зможе дістати качечку. Сірій шийці довелося боротися за своє життя, рятуючись від підступної лисиці, але завдяки дружбі з зайцем і глухарем їй вдалося не стати обідом для рудої хижачки і навчитися заново літати.

## Відмінності від книги
- На відміну від казки Д. Н. Мамина-Сибиряка, у мультфільмі відсутні люди.
- У мультфільмі крило Сірої шийки було переламане ударом лапи лисиці восени, перед відльотом, і качка-мати втратила Сіру шийку, подумавши, що лисиця з'їла її. У книзі лисиця зламала Сірій шийці крило задовго до відльоту в теплі краї, ще навесні, тому птахи знали, що качечка залишиться тут і давали їй поради на зимівлю.
- У казці Сіра шийка зустрічається з людиною і залишається жити в неї. У мультфільм додано епізоди про одужання Сірої шийки та її розправу над лисицею.

## Творці
- Сценарист: Георгій Березко
- Режисери: Леонід Амальрік, Володимир Полковников
- Режисер-консультант: Віктор Громов
- Художник-постановник: Олександр Трусов
- Художники-мультиплікатори: Надія Привалова, Федір Хітрук, Олександр Бєляков, Фаїна Єпіфанова, Борис Пєтін, Йосип Старюк, Борис Меєрович, Тетяна Таранович, Борис Тітов, Ламіс Бредіс, Лідія Резцова, Роман Давидов, Борис Степанцев, Дмитро Бєлов
- Художники: Галина Невзорова, Ірина Світлиця, Дмитро Анпілов, Костянтин Малишев
- Оператор: Микола Воїнов
- Композитор: Юрій Никольський
- Звукооператор: С. Ренський
- Диригент: Григорій Гамбург
- Технічний асистент: І. Кульнєва
- Монтажер: А.Фірсова

## У ролях
- Федір Куріхін
- Вікторія Іванова
- Володимир Попов
- Валентина Телегіна
- Юрій Хржановський
- Лідія Казьміна
- Євгенія Морес
- Актори, які озвучували ролі, не вказані в титрах, але перераховані разом із усією знімальною групою в Додатку на сторінці 203 у книзі: Фільми-казки: сценарії мальованих фільмів. Випуск 1 (1950).

## Український дубляж
Українською мовою мультфільм дубльовано студією «Так Треба Продакшн» у 2005 році. Ролі дублювали: Віталій Дорошенко, Анатолій Пашнін, Наталя Надірадзе, Валентина Сова і Олена Бліннікова.